# Jean Auguste Dominique Ingres
Jean Auguste Dominique Ingres (tudi Jean-Dominique Ingres), francoski neoklasicistični slikar, * 29. avgust 1780 Montauban, † 14. januar 1867, Pariz.
Na Ingresa so močno vplivala pretekla umetniška izročila, zato si je prizadeval, da bi postal varuh akademske pravovernosti pred prevladujočim romantičnim slogom. Čeprav je veljal za slikarja zgodovine v tradiciji Nicolasa Poussina in Jacques-Louisa Davida, so njegovi portreti, naslikani in narisani, prepoznani kot njegova največja zapuščina. Njegova izrazna popačenja oblike in prostora so ga naredila za pomembnega predhodnika moderne umetnosti in vplivala na Picassa, Matissa in druge moderniste.
Rodil se je v skromni družini v Montaubanu in odpotoval v Pariz na študij v Davidov atelje. Leta 1802 je debitiral na Salonu in za sliko Ahil sprejema Agamemnonove odposlance (Achille recevant les envoyés d'Agamemnon) osvojil Prix de Rome. V času, ko se je leta 1806 odpravil v Rim, je bil njegov slog - ki razkriva tesno preučevanje italijanskih in flamskih renesančnih mojstrov - v celoti razvit in se je do konca življenja le malo spremenil. Medtem ko je od leta 1806 do 1824 deloval v Rimu in pozneje v Firencah, je redno pošiljal slike na Pariški salon, kjer so se kritiki zgražali češ, da je njegov slog bizaren in starinski. V tem obdobju je dobil nekaj naročil za zgodovinske slike, ki si jih je želel slikati, vendar je sebe in ženo lahko preživljal kot portretni slikar in risar.
Dokončno je bil priznan na Salonu leta 1824, ko je bila njegova rafaelovska slika Zaobljuba Ludvika XIII. Sprejeta z odobravanjem in Ingres je bil priznan za vodjo neoklasicistične šole v Franciji. Čeprav mu je dohodek od naročil za zgodovinske slike omogočil, da je slikal manj portretov, je njegov Portret gospoda Bertina (Portrait de monsieur Bertin) zaznamoval njegov naslednji uspeh leta 1833. Naslednje leto je njegovo ogorčenje zaradi ostrih kritik njegove ambiciozne kompozicije Mučeništvo svetega Simforijana (Le Martyre de saint Symphorien) povzročilo, da se je vrnil v Italijo, kjer je leta 1835 prevzel direktorsko mesto Francoske akademije v Rimu. V Pariz se je za vedno vrnil leta 1841. V poznejših letih je naslikal nove različice številnih svojih prejšnjih slik, vrsto zasnov za vitraje, več pomembnih portretov žensk in Turška kopel (Le Bain turc), zadnjo od njegovih več orientalističnih slik golih žensk, ki jo je dokončal v starosti 83 let.

## Zgodnja leta: Montauban in Toulouse
Ingres se je rodil v Montaubanu, departmaju Tarn-et-Garonne v Franciji kot prvi od sedmih otrok (od katerih jih je pet preživelo otroštvo) Jean-Marie-Josephu Ingresu (1755–1814) in njegovi ženi Anne Moulet (1758–1817). Njegov oče je bil v umetnosti uspešna deklica za vse, slikar miniatur, kipar, dekorativni kamnosek in ljubiteljski glasbenik; njegova mati je bila skoraj nepismena hči mojstrskega izdelovalca lasulj. Od svojega očeta je mladi Ingres zgodaj dobil spodbudo in pouk risanja in glasbe; njegova prva znana risba, študija antične skupine, pa je bila narejena leta 1789. Leta 1786 je začel obiskovati lokalno šolo École des Frères de l'Éducation Chrétienne, vendar je njegovo šolanje motil nemir francoske revolucije. Zaprtje šole leta 1791 je pomenilo konec njegovega običajnega šolanja. Pomanjkanje šolanja je zanj vedno ostal vir negotovosti.
Leta 1791 je Joseph Ingres svojega sina odpeljal v Toulouse, kjer je mladega Jean-Auguste-Dominiqua vpisal v Académie Royale de Peinture, Sculpture et Architecture. Tam je študiral pri kiparju Jean-Pierru Viganu, krajinskem slikarju Jeanu Briantu in neoklasicističnem slikarju Guillaume-Josefu Roquesesu. Roquesovo čaščenje Rafaela je odločilno vplivalo na mladega umetnika. Ingres je osvojil nagrade v več disciplinah, kot so kompozicija, figura in antika in študije življenja. Njegov glasbeni talent se je razvil pod nadzorom violinista Lejeuneja in od trinajstega do šestnajstega leta je igral drugo violino v Orchester du Capitole de Toulouse.
Že od malih nog je bil določen za slikarja zgodovine, ki je, v hierarhiji umetnikov ustanovljena Kraljeva akademije za slikarstvo in kiparstvo pod Ludvikom XIV. in se nadaljevala v 19. stoletju, veljala za najvišjo slikarsko raven. Ni hotel preprosto narediti portretov ali ilustracij iz resničnega življenja, kakršen je bil njegov oče; želel je predstavljati junake religije, zgodovine in mitologije, jih idealizirati in prikazati na načine, ki so razlagali njihova dejanja, tekmujoč z najboljšimi deli iz literature in filozofije.

## V Parizu (1797–1806)
Marca 1797 je Akademija Ingresu podelila prvo nagrado za risanje, avgusta pa je odpotoval v Pariz, da bi se v revolucionarnem obdobju izobraževal v ateljeju Jacquesa-Louisa Davida, vodilnega francoskega in evropskega slikarja. V njegovem ateljeju je ostal štiri leta. Ingres je sledil neoklasicističnemu vzoru svojega mojstra . Leta 1797 je David delal na svoji veliki mojstrovini Poseg Sabink in svoj slog postopoma spreminjal od rimskih modelov strogega realizma do idealov čistosti, vrline in preprostosti v grški umetnosti. Eden izmed Davidovih študentov, Étienne-Jean Delécluze, ki je kasneje postal umetnostni kritik, je Ingresa opisal kot študenta:
 »Odlikovala ga je ne le odkritost njegovega značaja in nagnjenost k samostojnemu delovanju ... bil je eden najbolj marljivih ... malo je sodeloval pri burnih norčijah okrog sebe in se učil z večjo vztrajnostjo kot večina njegovih sošolcev ... Vse lastnosti, ki danes zaznamujejo nadarjenost tega umetnika, finost konture, resnično in globoko čustvo oblike ter modeliranje z izjemno korektnostjo in čvrstostjo, je bilo že mogoče videti v njegovih zgodnjih študijah. Medtem ko je več njegovih kolegov in David sam, kazal nagnjenost k pretiravanju v študijah, so bili vsi navdušeni nad njegovimi velikimi kompozicijami in prepoznali njegov talent.
Oktobra 1799 so ga sprejeli v slikarski oddelek École des Beaux-Arts. Leta 1800 in 1801 je za slike figur moškega torza osvojil glavno nagrado. Leta 1800 in 1801 se je potegoval tudi za Prix de Rome, najvišjo nagrado Akademije, ki je zmagovalcu podelila štiriletno prebivanje na Académie de France v Rimu. Uspel je leta 1801 s sliko Ahil sprejema Agamemnonove odposlance in dobil glavno nagrado. Liki odposlancev na sliki desno so mišičasti in trdni kot kipi, v slogu, ki ga je poučeval David, vendar sta dve glavni figuri na levi, Ahil in Patrokel, v gibanju, živahna in graciozna, kot figure v občutljivem bas-reliefu.
Njegovo bivanje v Rimu je bilo zaradi pomanjkanja državnih sredstev prestavljeno v leto 1806. Vmes je delal v Parizu skupaj z več Davidovimi študenti v studiu, ki ga je zagotavljala država in nadalje razvil slog, ki je poudarjal čistost konture. Navdih je našel v delih Rafaela, v etruščanskem vaznem slikarstvu in v orisnih gravurah angleškega umetnika Johna Flaxmana. Njegove risbe Hermafrodit in Nimfa Salmacis so pokazale nov stiliziran ideal ženske lepote, ki se bo znova pojavil v njegovih slikah Jupiter in Tetis in znamenitih aktih.
Leta 1802 je debitiral na Salonu s sliko Portret ženske (trenutno ni znano kje je). Med letoma 1804 in 1806 je slikal vrsto portretov, ki so presenetljivi s svojo izjemno natančnostjo, zlasti v bogastvu njihovih tkanin in drobnih podrobnosti. Sem spadajo Portret Philipberta Riviere (1805), Portret Sabine Rivière (1805–06), Portret gospe Aymon (znan tudi kot La Belle Zélie; 1806) in Portret Caroline Rivière (1805–06). Ženski obrazi sploh niso bili podrobni, bili so zmehčani in značilni po velikih ovalnih očeh in nežnih barvah kože in precej sanjskih izrazih. Njegovi portreti so navadno imeli preprosto temno ozadje ali svetle barve ali nebo. To je bil začetek niza, ki ga je uvrstil med najslavnejše portretne umetnike 19. stoletja.
Medtem ko je Ingres čakal na odhod v Rim, ga je njegov prijatelj Lorenzo Bartolini seznanil z italijanskimi renesančnimi slikami, zlasti z deli Bronzina in Pontorma, ki jih je Napoleon prinesel iz svojega pohoda v Italiji in jih postavil v Louvre. Ingres je njihovo jasnost in monumentalnost asimiliral v svoj portretni slog. V Louvru so bile tudi mojstrovine flamske umetnosti, med njimi Gentski oltar Jana Van Eycka, ki jo je francoska vojska zasegla med osvojitvijo Flandrije. Natančnost renesančne flamske umetnosti je postala del Ingresovega sloga. Ingresov eklekticizem je predstavljal novo težnjo v umetnosti. Louvre, na novo napolnjen s plenom, ki ga je Napoleon zajel v svojih pohodih v Italiji in Nizozemskih deželah, je francoskim umetnikom zgodnjega 19. stoletja omogočil izjemno priložnost za študij, primerjavo in kopiranje mojstrskih del antike in celotne zgodovine evropskega slikarstva.. Kot je zapisala umetnostna zgodovinarka Marjorie Cohn: »Takrat je bila umetnostna zgodovina kot znanstvena smer povsem nova. Umetniki in kritiki so v svojih poskusih prepoznavanja, interpretacije in izkoriščanja tistega, kar so šele začeli dojemati kot zgodovinski slog, prehitevali drug drugega«. Od začetka svoje kariere se je Ingres svobodno učil od zgodnejše umetnosti, pri čemer je prevzel zgodovinski slog, primeren njegovemu predmetu, zato so ga kritiki obtožili, da je plenil preteklost.
Leta 1803 je prejel prestižno naročilo, saj je bil eden od petih umetnikov, ki so bili izbrani (skupaj z Jean-Baptistom Greuzejem, Robertom Lefèvrejem, Charlesom Meynierjem in Marie-Guillemine Benoist) za slikanje celopostavnega portreta Napoleona Bonaparta kot prvega konzula. Ti naj bi bili razdeljeni v prefekture mest Liège, Antwerpen, Dunkerque, Bruselj in Gent, ki so bila na novo pridobljena za Francijo po Lunévilleski pogodbi leta 1801. Ni znano, da bi Napoleon umetnikom poziral, a ker je Ingres natančno naslikal portret Bonaparta se zdi, da je delal po vzoru slike, ki jo je naslikal Antoine-Jean Gros leta 1802.
Poleti 1806 se je Ingres pred odhodom v Rim septembra zaročil s slikarko in glasbenico Marie-Anne-Julie Forestier. Čeprav je upal, da bo v Parizu ostal dovolj dolgo, da bi bil priča odprtju Salona, na katerem naj bi prikazal več del, se je le nekaj dni pred odprtjem nevoljno odpravil v Italijo.
Ingres je naslikal nov Portret Napoleona za predstavitev na Salonu 1806, na njem pa je Napoleon prikazan na cesarskem prestolu za njegovo kronanje. Ta slika se je zelo razlikovala od prejšnjega portreta Napoleona kot prvega konzula; skoraj v celoti se je osredotočil na razkošno cesarsko oblačilo, ki ga je izbral Napoleon in simbole moči, ki jo je imel. Žezlo Karla V., meč Karla Velikega, bogate tkanine, krzno in ogrinjalo, krona iz zlatih listov, zlate verige in emblemi so bili predstavljeni zelo natančno; cesarjev obraz in roke so se skoraj izgubili v veličastnem kostumu.
Na Salonu so bile Ingresove slike – Avtoportret, portreti družine Rivière in Napoleon I. na cesarskem prestolu - deležne zelo hladnega sprejema.  David je izrekel ostro sodbo, kritiki so bili sovražni. Chaussard (Le Pausanias Français, 1806) je pohvalil »finost Ingresovega čopiča in zaključek«, vendar je Ingresov slog obsodil kot gotiko in vprašal:
 »Kako je Ingres s toliko talenta, tako brezhiben, s pozornostjo do detajlov uspel naslikati slabo sliko? Odgovor je, da je želel narediti nekaj edinstvenega, nekaj izjemnega ... Ingresov namen ni bil nič drugega, kot da umetnost vrne za štiri stoletja, da nas vrne nazaj v otroštvo in oživi način Jeana de Brugesa«.

## Rim in Francoska akademija (1806–1814)
Ko je prispel v Rim je Ingres z ogorčenjem prebral neusmiljeno negativne tiskovne izrezke, ki so mu jih iz Pariza poslali prijatelji. V pismih svojemu bodočemu tastu se je na kritike odzval z ogorčenjem: »Torej je Salon prizorišče moje sramote; ... Lopovi, čakali so, dokler nisem odšel, da bi ubili moj ugled ... še nikoli nisem bil tako nesrečen .... Vedel sem, da imam veliko sovražnikov, z njimi se nikoli nisem strinjal in se tudi nikoli ne bom. Moja največja želja bi bila, da bi priletel v salon in jih zmedel s svojimi deli, ki v ničemer ne spominjajo na njihove; in bolj ko bom napredoval, manj bo njihovo delo podobno mojemu.« Zaobljubil se je, da ne bo več razstavljal na Salonu, njegova zavrnitev vrnitve v Pariz pa je povzročila prekinitev njegovih pogodb.  Julie Forestier je na vprašanja leta pozneje, zakaj se ni nikoli poročila, odgovorila: »Ko ima človek čast, da se zaroči z Ingresom, se ne poroči«.
23. novembra 1806 je pisal Jeanu Forestierju, očetu svoje nekdanje zaročenke, »da, umetnost bo treba reformirati in nameravam biti ta revolucionar«. Značilno je, da je našel studio na podlagi Vile Medici proč od drugih umetnikov, ki jih je našel v studiu in besno slikal. Številne risbe spomenikov v Rimu iz tega časa pripisujejo Ingresu, vendar pa iz novejših raziskav izhaja, da so dejansko delo njegovih sodelavcev, zlasti njegovega prijatelja, krajinskega umetnika Françoisa-Mariusa Graneta. Kot so zahtevali od vsakega dobitnika nagrade, je v rednih presledkih pošiljal dela v Pariz, da so lahko ocenili njegov napredek. Umetniki so tradicionalno pošiljali slike moških grških ali rimskih junakov, vendar je Ingres kot svoje prve primere poslal Baigneuse à mi-corps (1807), sliko hrbta mlade ženske, ki se kopa, na podlagi gravure antične vaze in La Grande Bagneuse (Kopalka) (1808), večjo sliko hrbtnega dela gole kopalke in prvi Ingresov model, ki je nosil turban, detajl, ki si ga je iz Fornarine izposodil njegov najljubši slikar Rafael. Da bi zadovoljil akademijo v Parizu, je poslal tudi sliko Ojdip in sfinga, da bi pokazal svoje mojstrstvo moškega akta. Razsodba akademikov v Parizu je bila, da figure niso bile dovolj idealizirane. V poznejših letih je Ingres naslikal več variant teh kompozicij; še en akt v začetku leta 1807, Venera Anadomene, je desetletja ostala nedokončana, dokončana štirideset let pozneje in končno razstavljena leta 1855.
Med svojim rimskim obdobjem je ustvaril tudi številne portrete: Madame Duvauçay, François-Marius Granet, Edme-François-Joseph Bochet, madame Panckoucke in Madame la Comtesse de Tournon, mati prefekta oddelka Tiber. Leta 1810 se je domovanje Ingresa v Vili Medici končalo, vendar se je odločil ostati v Rimu in poiskati pokroviteljstvo pri francoski okupacijski vladi.
Leta 1811 je Ingres končal svojo zadnjo študentsko vajo, sliko Jupiter in Tetis, prizor iz Homerjeve Iliade: boginja morja, Tetis, se pri Zevsu zavzema v korist svojega sina Ahila. Obraz vodne nimfe Salmacis, ki ga je narisal leta prej, se je ponovno pojavil kot Tetis. Ingres je z navdušenjem zapisal, da je nameraval to temo naslikati že od leta 1806 in »vse razkošje umetnosti umestiti v njeno lepoto« . Ingresa je zbodlo; javnost je bila ravnodušna in strogi klasicisti med kolegi umetniki so nanj gledali kot na odpadnika. Samo Eugène Delacroix in drugi učenci Pierre-Narcissa Guérina - voditelji tistega romantičnega gibanja, nad katerim je Ingres v življenju vedno izražal najgloblje ogorčenje - so, kot kaže, prepoznali njegove zasluge.
Čeprav se je leta 1813 soočal z negotovo prihodnostjo, se je Ingres leta 1813 poročil z mlado žensko Madeleine Chapelle, ki so mu jo priporočili prijatelji v Rimu. Po dvorjenju, opravljenem z dopisovanjem, je predlagal, da bi jo spoznal in je privolila. Njun zakon je bil srečen; vera gospe Ingres je bila neomajna. Nadaljevale so se omalovažujoče ocene, saj so leta 1814 slike Don Pedro iz Toleda poljublja meč Henrika IV., Rafael in Fornarina (Muzej umetnosti Fogg, Univerza Harvard), več portretov in notranjost Sikstinske kapele, na Pariškem salonu naletele na splošno sovražen kritičen odziv.

## Rim po Akademiji in Firence (1814–1824)
Potem ko je zapustil Akademijo, je dobil nekaj pomembnih naročil. Francoski guverner Rima, general Miollis, bogat podpornik umetnosti, ga je prosil, naj okrasi sobe palače Monte Cavallo, nekdanje papeške rezidence, za pričakovan Napoleonov obisk. Ingres je cesaričin salon naslikal obsežno sliko Romul zmaga nad Akronom (1811) in za cesarjevo spalnico Ossianove sanje (1813), obje na osnovi knjige pesmi, ki jo je Napoleon občudoval. General Miollis je za lastno rezidenco, vilo Aldobrandini, Ingresu tudi naročil, da je naslikal Vergilij bere Eneido (1812). Slika prikazuje trenutek, ko je Vergilij napovedal Livijinega sina Marcella, zaradi česar je Livia omedlela. Notranjost je bila natančno upodobljena po arheoloških najdbah v Pompejih. Kot običajno je Ingres naredil več različic istega prizora: fragment treh figur, izrezan iz opuščene različice, je v Kraljevih muzejih lepih umetnosti Belgije v Bruslju, leta 1832 pa je naredil risbo v navpični obliki kot model za reprodukcijo gravure za  Pradierja. Različico generala Miollisa je Ingres odkupil v 1830-ih, predelali so jo pomočniki po Ingresovih smernicah in je nikoli dokončali; Ossianove sanje so bile prav tako odkupljene, spremenjene, vendar so ostale nedokončane.
Spomladi 1814 je odpotoval v Neapelj, da bi naslikal kraljico Caroline Murat. Joachim Murat, neapeljski kralj, je prej kupil Dormeuse de Naples, speči akt (original je izgubljen, obstaja pa več risb in Ingres je to temo ponovno obudil v L'Odalisque à l'esclave – Odaliska s sužnjem). Murat je naročil tudi dve zgodovinski sliki, Raphael et la Fornarina in Paolo et Francesca, ki je kasneje postalo eno najslavnejših Ingresovih del, La Grande Odalisque (Velika odaliska), ki je spremljala Dormeuse de Naples. Ingres nikoli ni dobil plačila zaradi propada Muratovega režima in usmrtitve Joachima Murata leta 1815 . S padcem Napoleonove dinastije je v Rimu obtičal brez pokroviteljstva.
Nadaljeval je z izdelavo mojstrskih portretov, tako v svinčniku kot v oljih, skoraj fotografske natančnosti; toda z odhodom francoske uprave so bile slikarska naročila redka. V obdobju svoje kariere je Ingres povečal svoj dohodek tako, da je risal portrete številnih bogatih turistov, zlasti Angležev, ki so se vozili skozi povojni Rim. Za umetnika, ki si je prizadeval za sloves zgodovinskega slikarja, se je to zdelo nepomembno delo; obiskovalcem, ki so potrkali na njegova vrata in vprašali: »Ali tu živi človek, ki nariše majhen portret?« je odgovoril razdražljivo »Ne, človek, ki živi tukaj, je slikar!« Portretne risbe, ki jih je izdelal v tem obdobju se danes uvrščajo med njegova najbolj občudovana dela . Ocenjujejo, da je naredil približno petsto portretnih risb, vključno s portreti njegovih znanih prijateljev. Njegovi prijatelji so bili glasbeniki, vključno Niccolò Paganini in redno je igral violino z drugimi, ki so delili svoje navdušenje nad Mozartom,  Haydnom,  Gluckom in Beethovnom .
Naredil je tudi vrsto majhnih slik v trubadurskem slogu, idealizirane upodobitve dogodkov v srednjem veku in renesansi. Leta 1815 je naslikal sliko Aretina in veleposlanik Karla V., pa tudi Aretina in Tintoretto, anekdotično sliko, katere predmet je slikar, ki vihti pištolo pri svojem kritiku, je morda še posebej zadovoljevala obleganega Ingresa. Druge slike v istem slogu so bile tudi Henrik IV. se igra s svojimi otroki (1817) in Leonardova smrt.
Leta 1816 je Ingres ustvaril edino jedkanico, portret francoskega veleposlanika v Rimu, monsinjorja Gabriela Cortoisa de Pressignyja. Edini drugi odtisi, ki so znani, da jih je izvedel, sta dve litografiji: Štirje sodniki iz Besançona, narejeni kot ilustracija za barona Taylorja Voyages pittoresques et romantiques dans l'ancienne France in kopija La Grande Odalisque, obe leta 1825.
Leta 1817 je grof Blacas, ki je bil francoski veleposlanik pri Svetem sedežu, Ingresu od leta 1814 priskrbel prvo uradno naročilo za sliko Kristus daje ključe Petru. Dokončano leta 1820 je bilo to impozantno delo dobro sprejeto v Rimu, vendar na umetnikovo žalost cerkvene oblasti tam niso dovolile, da bi ga poslal v Pariz na razstavo.
Leta 1816 ali 1817 je naročilo potomcev Fernanda Álvareza de Toleda, vojvode Alve, prispevalo za sliko vojvode, ki je prejel papeške časti za zatiranje protestantske reformacije. Ingres je sovražil temo - vojvodo je smatral za enega izmed brutalnih v zgodovini - in se trudil, da bi zadovoljil tako naročilo kot svojo vest. Po revizijah, ki so vojvodo na koncu zmanjšale na majhen lik v ozadju, je Ingres delo pustil nedokončano. V svoj dnevnik je vpisal: »J'etais forcé par la needité de peindre un pareil tableau; Dieu a voulu qu'il reste en ebauche«. ('Prisilila me je potreba, da sem poslikal takšno sliko; Bog je hotel, da ostane skica.').
Še naprej je pošiljal dela na salon v Pariz v upanju, da se bo prebil. Leta 1819 je poslal svoj predelan akt  La Grande Odalisque, poleg zgodovinske slike Filip V. in maršal Berwick ter Roger osvobaja Angeliko na osnovi pesmi Orlando Furioso, ki jo je napisal Ariosto v 16. stoletju, vendar so njegovo delo kritiki še enkrat obsodili kot gotsko in nenaravno . Kritik Kératy se je pritožil, da so bila na hrbtu La Grande Odalisque tri vretenca predolga. Kritik Charles Landon je zapisal: »Po trenutku pozornosti človek opazi, da na tej sliki ni kosti, mišic, krvi, življenja, reliefa in ničesar, kar predstavlja imitacijo .... očitno je, da se je umetnik namerno zmotil, da je hotel to storiti slabo, da verjame v oživitev čistega in primitivnega načina slikarjev antike, vendar je za svoj model vzel nekaj drobcev iz prejšnjih obdobij in povsem izgubil svojo pot«. 
Leta 1820 se je, na pobudo florentinskega kiparja Lorenza Bartolinija, starega prijatelja iz njegovih let v Parizu, Ingres s soprogo preselil v Firence. Za dohodek je bil še vedno odvisen od svojih portretov in risb, vendar se je njegova sreča začela spreminjati. Njegova zgodovinska slika Roger osvobaja Angeliko je bila kupljena za zasebno zbirko Ludvika XVIII., obešena pa je bila v muzeju Musée du Luxembourg v Parizu, ki je bil na novo posvečen delu živih umetnikov. To je bilo prvo Ingresovo delo, ki je vstopilo v muzej.
Leta 1821 je dokončal sliko, ki jo je naročil prijatelj iz otroštva, monsieur de Pastoret, Vstop Douphina, prihodnjega Karla V. v Pariz; de Pastoret je naročil tudi svoj portret in versko delo (Devica z modro tančico). Avgusta 1820 je s pomočjo de Pastoreta dobil naročilo za veliko versko poslikavo za stolnico v Montaubanu. Tema je bila ponovna vzpostavitev vezi med cerkvijo in državo. Ingresova slika Zaobljuba Ludvika XIII. (1824), ki jo je navdihnil Rafael, je bila izključno v renesančnem slogu in je upodobila kralja Ludvika XIII. Francoskega To je bilo popolnoma v skladu z doktrino nove obnove vlade. Štiri leta je delal na velikem platnu in ga oktobra 1824 odnesel na Pariški salon; postal je ključ, ki je končno odprl vrata pariškega umetniškega kroga in njegove kariere kot uradnega slikarja.

## Vrnitev v Pariz in nazaj v Rim (1824–1834)
Zaobljuba Ludvika XIII. na Salonu leta 1824 je končno prinesla Ingresu uspeh kritikov. Januarja 1825 so mu podelili Légion d'honneur, junija 1825 pa je bil izvoljen v Inštitut. Njegova slava se je leta 1826 še razširila z objavo Sudrejeve litografije La Grande Odalisque, ki je, tako prezirana leta 1819, zdaj postala široko priljubljena. Salon je leta 1824 sprožil tudi nasprotni tok Ingresovemu neoklasicizmu: Eugène Delacroix je razstavil Les Massacres de Scio (Pokol na Hiosu), v romantičnem slogu, ki je zelo drugačen od Ingresa.
Uspeh Ingresove slike je leta 1826 pripeljal do velikega novega naročila, Homerjeva Apoteoza, velikansko platno, ki je slavilo vse velike umetnike zgodovine, ki naj bi krasilo strop ene izmed dvoran muzeja Karla X. v Louvru. Ingres ni mogel pravočasno dokončati dela za Salon 1827, vendar je sliko prikazal v 'grizaju. Salon leta 1827 je postal soočenje med neoklasicizmom Ingresove Apoteoze in novim manifestom romantike Delacroixovo, Smrt Sardanapala. Ingres se je z navdušenjem pridružil bitki; Delacroixa je imenoval 'apostola grdote' in prijateljem rekel, da je prepoznal »Delacroixov talent, častitljiv značaj in uglednega duha«, a da »ima težnje, za katere menim, da so nevarne in ki jih moram potisniti nazaj« .
Kljub precejšnjemu pokroviteljstvu, ki ga je užival pri burbonski vladi, je Ingres pozdravil julijsko revolucijo 1830. Da izid revolucije ni bil republika, ampak ustavna monarhija je zadovoljilo v bistvu konservativnega in pacifističnega umetnika. Njegova kariera ni bila prizadeta, še naprej je prejemal uradna naročila in časti v okviru julijske monarhije.
Ingres je razstavljal na Salonu leta 1833, kjer je njegov portret Louis-François Bertin (1832) doživel poseben uspeh. Javnost je za njegov realizem ugotovila, da je privlačen, čeprav so nekateri kritiki njegov naturalizem razglasili za vulgaren. Leta 1834 je dokončal veliko versko sliko Mučeništvo svetega Simforija, kjer je upodobil prvega svetnika, ki je bil v Galiji mučen. Sliko je leta 1824 naročilo ministrstvo za notranje zadeve za stolnico v Autunu, ikonografijo na sliki pa je določil škof. Ingres si je sliko zamislil kot povzetek vsega svojega dela in spretnosti, na njej pa je delal deset let, preden jo je prikazal na Salonu leta 1834. Bil je presenečen, šokiran in jezen nad odzivom; sliko so napadli tako neoklasicisti kot romantiki. Ingres je bil obtožen zgodovinske nenatančnosti, barv in ženstvenega videza svetnika, ki je bil videti kot čudovit kip. Ingres je v jezi razglasil, da ne bo več sprejemal javnih naročil in da ne bo več sodeloval na Salonu. Pozneje je sodeloval pri nekaterih pol-javnih razstavah in retrospektivi svojega dela na mednarodni razstavi v Parizu 1855, vendar nikoli več ni sodeloval na Salonu in svojega dela ni dal v javno presojo. Namesto tega se je konec leta 1834 vrnil v Rim, da bi postal direktor Francoske akademije. 

## Direktor Francoske akademije v Rimu (1834–1841)
Ingres je v Rimu ostal šest let. Veliko pozornosti je posvetil usposabljanju študentov slikarstva, kot je to kasneje storil na pariški École des Beaux-Arts. Znova je organiziral Akademijo, povečal knjižnico, dodal mnogo kalupov klasičnih kipov v zbirko Akademije in študentom pomagal pri pridobivanju javnih naročil tako v Rimu kot v Parizu. Potoval je v Orvieto (1835), Sieno (1835) ter v Raveno in Urbino, da bi preučeval paleokrščanske mozaike, srednjeveška obzidja in renesančno umetnost. Veliko pozornosti je posvetil glasbi, enemu od predmetov akademije; pozdravil Franca Liszta in Fanny Mendelssohn. Z Lisztom je sklenil prijateljstvo. Skladatelj Charles Gounod, ki je bil takrat upokojenec na Akademiji, je opisal Ingresovo spoštovanje moderne glasbe, vključno z Webrom in Berliozom, ter njegovo oboževanje do Beethovna, Haydna, Mozarta in Glucka. Pridružil se je študentom glasbe in njegovemu prijatelju Niccolòju Paganiniju pri igranju Beethovnovih violinskih del. Ko je Stendhal obiskal Akademijo in omalovaževal Beethovna, se je Ingres obrnil k hišniku, pokazal na Stendahla in mu rekel: »Če ta gospod še kdaj pokliče, nisem tu«. 
Njegova jeza proti pariški umetniški sceni ni popustila. Leta 1836 je zavrnil veliko naročilo francoskega notranjega ministra Adolpha Thiersa za okrasitev notranjosti cerkve Madeleine v Parizu, ker je bilo naročilo najprej ponujeno tekmecu Paulu Delarocheju, ki ga je zavrnil.
Druga slika, ki jo je poslal leta 1840, je bila Bolni Antioh (1840; znana tudi kot Antioh in Stratonice) zgodovinska slika na temo ljubezni in žrtvovanja. Naročil jo je duc d'Orleans, sin kralja Ludvika Filipa I.), imela je zelo dovršeno arhitekturno ozadje, ki ga je zasnoval eden izmed študentov akademije Victor Baltard, bodoči arhitekt pariškega trga Les Halles. Osrednja figura je bila ženska v belem, katere kontemplativno poziranje z roko na bradi se pojavlja v nekaterih Ingresovih ženskih portretih.
Omenjena slika je bila, kljub majhnosti, le en meter, velik uspeh za Ingresa. Avgusta so jo pokazali v zasebnem stanovanju duca d'Orléansa v paviljonu Marsan Palais des Tuileries. Kralj ga je v Versaillesu osebno pozdravil in mu razkazal palačo. Ponudili so mu naročilo za slikanje portreta vojvode, dediča prestola in še enega duca de Lunyes, da bi ustvaril dve ogromni poslikavi za Château de Dampierre. Aprila 1841 se je dokončno vrnil v Pariz. 

## Zadnja leta (1841–1867)
Eno prvih del, narejenih po vrnitvi v Pariz, je bil portret duca d'Orléansa. Potem ko je bil naslednik prestola nekaj mesecev po končani sliki leta 1842 umorjen, je Ingres dobil naročila za izdelavo dodatnih kopij. Dobil je tudi naročilo za zasnovo sedemnajstih vitražnih oken za kapelo na kraju, kjer se je zgodila nesreča in naročilo za osem dodatnih modelov vitražev za Orléansovo kapelo v Dreuxu. Postal je profesor na pariški šoli Ecole des Beaux-Arts. Svoje študente je pogosto peljal v Louvre, da bi si ogledali klasično in renesančno umetnost in jim naročil, naj gledajo naravnost in se izogibajo Rubensovim delom, za katera je menil, da odstopajo od resničnih vrednot umetnosti.
Revolucija leta 1848, ki je odstavila Ludvika Filipa in ustvarila drugo francosko republiko, je le malo vplivala na njegovo delo ali njegove ideje. Med revolucijo je dokončal svojo sliko Vénera Anadyoméne, ki jo je začel kot akademski študij leta 1808. Predstavljala je Venero, ki se dviga iz morja, obkrožena s kerubini. Pozdravil je pokroviteljstvo nove vlade Ludvika Napoleona, ki je leta 1852 postal cesar Napoleon III.
Leta 1843 je Ingres začel krasitev velike dvorane v Château de Dampierre z dvema velikima freskama, Zlata doba in Železna doba, ki ponazarjata izvor umetnosti. Naredil je več kot petsto pripravljalnih risb in šest let delal na velikanskem projektu. V poskusu posnemanja učinka renesančnih fresk se je odločil za poslikavo sten v olju na omet, kar je povzročilo tehnične težave. Delo Železna doba ni nikoli napredovalo onkraj arhitekturnega ozadja, ki ga je naslikal asistent. Medtem je naraščajoča množica golih oseb v Zlati dobi razočarala Ingresovega mecena duca de Luynesa in Ingres leta 1847 prekinil delo na freski. Ingres je bil pretresen zaradi svoje žene, ki je umrla 27. julija 1849 in ni bil sposoben dokončati dela. Julija 1851 je svojemu rojstnemu mestu Montaubanu podaril svoja umetniška dela, oktobra pa odstopil kot profesor na École des Beaux-Arts.
Vendar se je leta 1852 Ingres, takrat star enainsedemdeset let, poročil pri triinštiridesetletno Delphine Ramel, sorodnico njegovega prijatelja Marcotta d'Argenteuila. Ingres se je pomladil in dokončal več pomembnih del, med drugimi portret Princese Albert de Broglie, née Joséphine-Eléonore-Marie-Pauline de Galard de Brassac de Béarn. Leta 1853 je za strop dvorane v pariškem Hôtel de Ville začel Apoteozo Napoleona I. (Uničena je bila maja 1871, ko je pariška komunala stavbo požgala.) S pomočjo pomočnikov je leta 1854 dokončal še eno zgodovinsko sliko Ivana Orleanska na kronanju Karla VII.. Retrospektiva njegovih del je bila predstavljena na pariški univerzalni razstavi leta 1855 in istega leta ga je Napoleon III. odlikoval z Légion d'honneur. Leta 1862 je dobil naslov senatorja in postal član cesarskega sveta za javno poučevanje. Na Londonski mednarodni razstavi  so bila prikazana tri njegova dela, njegov sloves velikega francoskega slikarja pa je bil še enkrat potrjen. 
Še naprej je predeloval in izpopolnjeval svoje klasične teme. Leta 1856 je dokončal Izvir, sliko je začel leta 1820 in je tesno povezana z njegovo Venero Anadyoméne. Naslikal je dve različici Ludvik XIV. in Molière (1857 in 1860) ter ustvaril variantne kopije več njegovih prejšnjih kompozicij. Leta 1862 je dokončal majhno različico Zlate dobe. Zadnje njegove pomembne portretne slike izvirajo iz tega obdobja. Na prošnjo Firenške galerije Uffizi je leta 1858 naredil svoj avtoportret. Edina barva na sliki je rdeča njegova rozeta častne legije. 
Ob koncu svojega življenja je ustvaril eno svojih najbolj znanih mojstrovin, Turška kopel. Potem ko je sliko predelal kot tondo, jo je Ingres podpisal in datiral leta 1862, čeprav je leta 1863 naredil dodatne popravke. Sliko je na koncu kupil turški diplomat Khalid Bey, ki je imel v lasti veliko zbirko aktov in erotičnih umetnosti, vključno z več Courbetovimi slikami. Slika je povzročala škandal še dolgo po tem, ko je Ingres umrl. Prvotno je bila Louvru ponujena leta 1907, vendar je bila zavrnjena, [87] dana mu je bila leta 1911.
Ingres je umrl za pljučnico 14. januarja 1867, v starosti šestinosemdesetih let, v svojem stanovanju v Parizu na Quai Voltaire. Pokopan je na pokopališču Père Lachaise v Parizu z grobnico, ki jo je izdelal  njegov študent Jean-Marie Bonnassieux. Vsebino njegovega ateljeja, vključno s številnimi večjimi slikami, več kot 4000 risbami in njegovo violino, je umetnik daroval mestnemu muzeju v Montaubanu, ki je danes znan kot Musée Ingres.

## Galerija
- Bonaparte, prvi konzul (1804, Grand Curtius, Lüttich) – v ozadju nedotaknjena stolnica, ki je bila v veliki meri uničena
- Portret Madame Riviere. 1806.
- Portret Princese Albert de Broglie. 1853.Metropolitan Museum of Art, New York
- Portret baronese James de Rothschild. 1848. 142 × 101 cm. Privatna zbirka
- Madame Paul-Sigisbert Moitessier, rojena Marie-Clotilde-Inès de Foucauld. 1856,  120 × 92 cm, National Gallery, London

- Velika odaliska. 1814. 91 × 162 cm. Louvre, Pariz
- Odaliska s sužnjem. 1842. Walters Art Museum, Baltimore
- Izvir. 1856. 163 × 80 cm. Musée d’Orsay, Pariz

- Sestri Harvey. 1804.
- Charles Robert Cockerell. c. 1813.
- Sestri Montagu. 1815.
- Sružina Stamaty. 1818.
- François Pouqueville. 1834.
- Gospa Victor Baltard (roj. Adeline Lequeu) in njena hči Paule. Rim 1836.
- Portret Guillaume Guillon-Lethière.